# Accident d'un vol militar rus de desembre de 2016

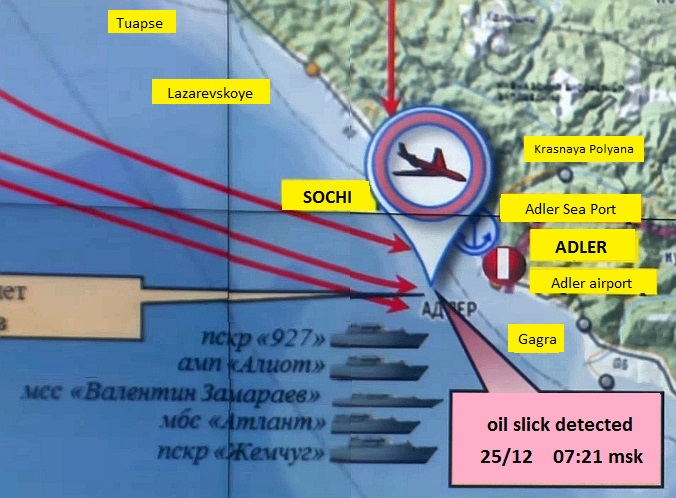
Croquis del lloc de l'accident proporcionat pel Ministeri rus de Defensa

El 25 de desembre de 2016, un Túpolev Tu-154 del Ministeri de Defensa de Rússia es va estavellar durant un vol entre l'aeroport internacional de Sotxi, a Rússia, i la base aèria de Hmeimim, a Síria. Les 92 persones a bord van morir.
L'aparell implicat era un Túpolev 154B-2, amb matrícula RA-85572, el qual havia estat operatiu des de 1983 acumulant 6.689 hores de vol.
El Ministeri de Defensa rus va assenyalar que l'última reparació l'havia tingut el 29 de desembre de 2014 i que l'avió havia estat sotmès al manteniment regular reglamentari el setembre de 2016. També es va informar que el pilot, Román Volkov, tenia una gran experiència als comandaments.
L'avió, procedent de Moscou i que havia fet escala per proveir-se de combustible, va desaparèixer dels radars poc després d'enlairar-se de l'aeroport internacional de Sotxi, a la vora de la mar Negra, amb destinació a la base aèria rusa de Hmeimim, prop de Latakia a Síria. L'aparell, amb 92 persones a bord entre passatgers i tripulació, s'havia enlairat a les 05.20 hora local (les 3.20 de la matinada a Catalunya).
De les 92 persones, 64 eren integrants de l'Agrupació Musical Aleksàndrov, el cor oficial de les Forces Armades Russes. Viatjaven per participar en les celebracions de cap d'any a la base militar que Rússia té a Síria. La llista de passatgers publicada pel Ministeri de Defensa rus també incloïa, a més dels 8 membres de la tripulació de l'avió, altres 8 militars, dos alts càrrecs civils, 9 periodistes (de Canal 1 Rússia, de NTV i del canal de televisió Zvezda) i la presidenta de la fundació 'Ajuda Justa', la doctora Ielizaveta Glinka, una coneguda filantropa russa que duia una càrrega humanitària destinada a un hospital sirià.
L'avió va caure al Mar Negre, quedant a una profunditat d'entre 50 i 100 metres, a pocs quilòmetres de la costa.
El President Vladímir Putin va declarar dia de dol nacional a tot el país el 26 de desembre de 2016.
Immediatament després de l'accident s'obrí una investigació sobre les seves causes. Fonts militars russes van minimitzar la possibilitat d'un atemptat, recordant que l'avió havia sortit i havia fet escala en aeroports militars on les mesures de seguretat i el control del personal són molt estrictes, i inclinat-se més aviat per un problema tècnic.